# Céran
Céran ist eine französische Gemeinde mit 229 Einwohnern (Stand 1. Januar 2022) im Département Gers in der Region Okzitanien (vor 2016: Midi-Pyrénées). Die Gemeinde gehört zum Arrondissement Condom und zum Kanton Fleurance-Lomagne.
Die Einwohner werden Céranais und Céranaises genannt.

## Geographie
Céran liegt circa 30 Kilometer südöstlich von Condom in der historischen Provinz Armagnac.
Umgeben wird Céran von den fünf Nachbargemeinden:
| Fleurance | Brugnens                                    |       |
|           | Kompassrose, die auf Nachbargemeinden zeigt | Goutz |
| Lalanne   | Pis                                         |       |

Céran liegt im Einzugsgebiet des Flusses Garonne.
Der Gers, ein Nebenfluss der Garonne, fließt an einem kurzen Abschnitt entlang der westlichen Grenze zur Nachbargemeinde Fleurance. Der Ruisseau de Hourtines, ein Nebenfluss des Gers, durchquert das Gebiet der Gemeinde zusammen mit seinem Nebenfluss, dem Ruisseau d’Encoupet.
Ebenso wird Céran von der Auroue, einem Nebenfluss der Garonne, bewässert.

## Einwohnerentwicklung
Nach Beginn der Aufzeichnungen stieg die Einwohnerzahl zu Beginn des 19. Jahrhunderts auf einen Höchststand von 350. In der Folgezeit sank die Größe der Gemeinde bei zwischenzeitlichen Erholungsphasen bis zur Jahrtausendwende auf ihren tiefsten Stand von rund 150 Einwohnern, bevor eine Wachstumsphase einsetzte, die bis heute andauert.
| Jahr      | 1962 | 1968 | 1975 | 1982 | 1990 | 1999 | 2006 | 2011 | 2022 |
| --------- | ---- | ---- | ---- | ---- | ---- | ---- | ---- | ---- | ---- |
| Einwohner | 187  | 166  | 175  | 151  | 152  | 149  | 167  | 188  | 229  |

## Sehenswürdigkeiten
- Pfarrkirche Saint-Pierre aus dem 13. Jahrhundert mit einem Glockenturm aus dem 19. Jahrhundert

## Wirtschaft und Infrastruktur
Die Wirtschaft der Gemeinde ist überwiegend landwirtschaftlich orientiert.
Céran liegt in den Zonen AOC
- des Armagnacs (Armagnac, Bas-Armagnac, Haut-Armagnac, Armagnac-Ténarèze und Blanche Armagnac) und
- des Likörweins Floc de Gascogne (blanc, rosé).[5]

### Verkehr
Céran wird von den Routes départementales 105, 115, 241 und 251 durchquert.